# Lastreopsis vieillardii
Lastreopsis vieillardii är en träjonväxtart som först beskrevs av Georg Heinrich Mettenius, och fick sitt nu gällande namn av Tindale. Lastreopsis vieillardii ingår i släktet Lastreopsis och familjen Dryopteridaceae. Inga underarter finns listade.